# Barrio Remanso
Barrio Remanso es una localidad uruguaya, del departamento de Canelones, forma parte además del municipio de Canelones.

## Ubicación
La localidad se encuentra situada en la zona centro-oeste del departamento de Canelones, sobre la ruta 5 en su km 36 aproximadamente, y al sur de la localidad de Joanicó. Dista 8 km de la ciudad de Canelones.

## Población
Según el censo de 2011, la localidad contaba con una población de 178 habitantes.
| -             | - | 99 | 190 | 183 | 178 |
| (Fuente: INE) |   |    |     |     |     |